# Brauner Zwerg
Braune Zwerge sind Himmelskörper, die eine Sonderstellung zwischen Sternen und Planeten bzw. Objekten planetarer Masse einnehmen.
Ihre Massen sind weniger als 75 Jupitermassen und reichen daher nicht aus, um wie in den leichtesten Sternen, den Roten Zwergen, eine Wasserstofffusion in ihrem Inneren in Gang zu setzen. Andererseits sind sie mit mindestens 13 Jupitermassen (d. h. massereicher als planetare Gasriesen) schwer genug für den Beginn der Deuteriumfusion.

## Abgrenzung

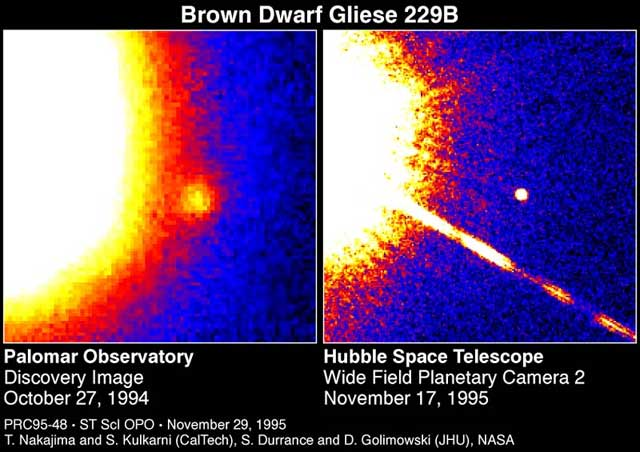
Gliese 229 B: links: Entdeckung am Palomar-Observatorium
rechts: Hubble Space Telescope (NASA) (jeweils Bildmitte)

Als Braune Zwerge werden alle Objekte eingestuft, die unter der Massengrenze für Wasserstofffusion und über der Massengrenze für die Deuteriumfusion liegen.
Die Wasserstofffusion ist der charakterisierende Prozess für einen Stern. Sie wirkt zumindest für einen Teil der Lebenszeit des Sterns der Gravitation entgegen und stabilisiert ihn damit. Die Mindesttemperatur für die Wasserstofffusion wird – bei einer unserer Sonne ähnlichen Zusammensetzung – bei einer Masse von etwa dem 0,07-Fachen der Sonnen- bzw. dem 75-Fachen der Jupitermasse erreicht (ca. 1,4 · 1029 kg). Wo diese Grenze liegt, hängt dabei von seiner Metallizität ab: Für eine Metallizität von 0, d. h. bei Objekten aus der Anfangsphase des Universums, liegt sie bei etwa der 90-fachen Jupitermasse. Oberhalb dieser Mindestmasse entsteht ein Stern, unterhalb höchstens ein Brauner Zwerg.
In Braunen Zwergen finden jedoch trotzdem einige Fusionsprozesse statt, die bereits bei niedrigeren Temperaturen ablaufen als die Wasserstofffusion. Dies sind im Wesentlichen
- die Deuteriumfusion, bei der ab etwa dem 13-Fachen der Jupitermasse ein Deuteriumkern und ein Proton zu einem Helium-3-Kern verschmelzen, und
- die Lithiumfusion, bei der ab etwa dem 65-Fachen der Jupitermasse bzw. bei Kerntemperaturen über 2 Millionen Kelvin ein Lithium-7-Kern mit einem Proton reagiert.

Objekte mit weniger als 13 Jupitermassen nennt man Objekte planetarer Masse.
Viele bekannte Exoplaneten weisen – neben großen Massen, die teilweise sogar im Bereich der Braunen Zwerge liegen könnten – mit hohen Exzentrizitäten und geringen Abständen vom Zentralgestirn Bahnparameter auf, die man eher von einem stellaren Begleiter als von Planeten erwarten würde; tatsächlich zeigt mindestens ein Objekt, ein Exoplanet von 13 Jupitermassen im System HD206893, Evidenz für eine Deuteriumfusion. Bei den Objekten unter dem 13-Fachen der Jupitermasse ist jedoch noch keine einheitliche Benennung absehbar.
In den ersten Untersuchungen zu Braunen Zwergen wurde das Entstehungskriterium angewandt: Man nannte alle Objekte Braune Zwerge, die wie die Sterne durch Kontraktion einer Gaswolke (H-II-Gebiet, Molekülwolke) entstehen, in denen aber keine Wasserstofffusion einsetzt – im Gegensatz zu den Gesteins- und Gasplaneten, die in den Akkretionsscheiben der Sterne entstehen. Diese Definition ist jedoch sehr problematisch, da vor allem die Entstehungsgeschichte der leichteren Objekte, wenn überhaupt, nur mit sehr hohem Aufwand geklärt werden kann. Das Fusionskriterium wird zwar noch nicht allgemein verwendet, aber es wird Anfang des 21. Jahrhunderts deutlich häufiger verwendet als das Entstehungskriterium, das nur noch von einigen älteren Pionieren dieses Forschungsgebiets angewandt wird.

## Entstehung
Der Entstehungsprozess der Braunen Zwerge ist bisher noch nicht eindeutig geklärt, im Wesentlichen bestehen jedoch sechs Möglichkeiten:
- Sie werden nach den gleichen Mechanismen aus einer Gaswolke (siehe Molekülwolke) gebildet wie die Sterne, mit dem einzigen Unterschied, dass die Masse des entstehenden Körpers nicht zur Wasserstofffusion ausreicht.
- Sie beginnen ihre Entwicklung als Teil eines Mehrfachsystems in einer Globule. Sie werden jedoch aus dem System herausgeschleudert, bevor sie die nötige Masse zur Zündung der Wasserstofffusion erreichen.[3]
- Sie entstehen ähnlich wie Planeten in einer protoplanetaren Scheibe und werden in einem späteren Entwicklungsstadium aus dem Planetensystem herausgeschleudert.[4][5]
- In jungen massereichen Sternhaufen kann die ionisierende Strahlung massiver O- und B-Sterne die protostellaren Akkretionsscheiben zerstören, bevor diese Objekte ausreichend Masse für die Wasserstofffusion anreichern konnten.
- Enge Begegnungen mit anderen Sternen in einem jungen Sternhaufen können die Akkretionsscheibe zerstören, bevor das Wasserstofffusionslimit erreicht ist.
- In engen Doppelsternsystemen kann ein Weißer Zwerg von einem Roten Zwerg Masse akkretieren und damit von dem Roten Zwerg so viel Masse entfernen, dass dieser zu einem Braunen Zwerg mutiert. Dieser Vorgang läuft in vielen kataklysmischen Veränderlichen ab, die sich in einem Zeitraum von einigen Hundert Millionen Jahren zu einem Doppelsternsystem entwickeln, das aus einem Weißen und einem Braunen Zwerg besteht.[6]

In der Sternentstehungsregion Chamaeleon I, die erst wenige Millionen Jahre alt ist, wurden 34 Braune Zwerge gefunden; bei dreien konnte zusätzlich eine Akkretionsscheibe nachgewiesen werden, die typisch für junge Sterne ist.
Auch der Nachweis einer T-Tauri-Phase bei mehreren Braunen Zwergen, die bisher nur bei jungen Sternen auf ihrem Weg zur Hauptreihe bekannt war, ist ein Beleg dafür, dass zumindest ein Teil der Braunen Zwerge die gleiche Entstehungsgeschichte hat wie Sterne.

## Eigenschaften

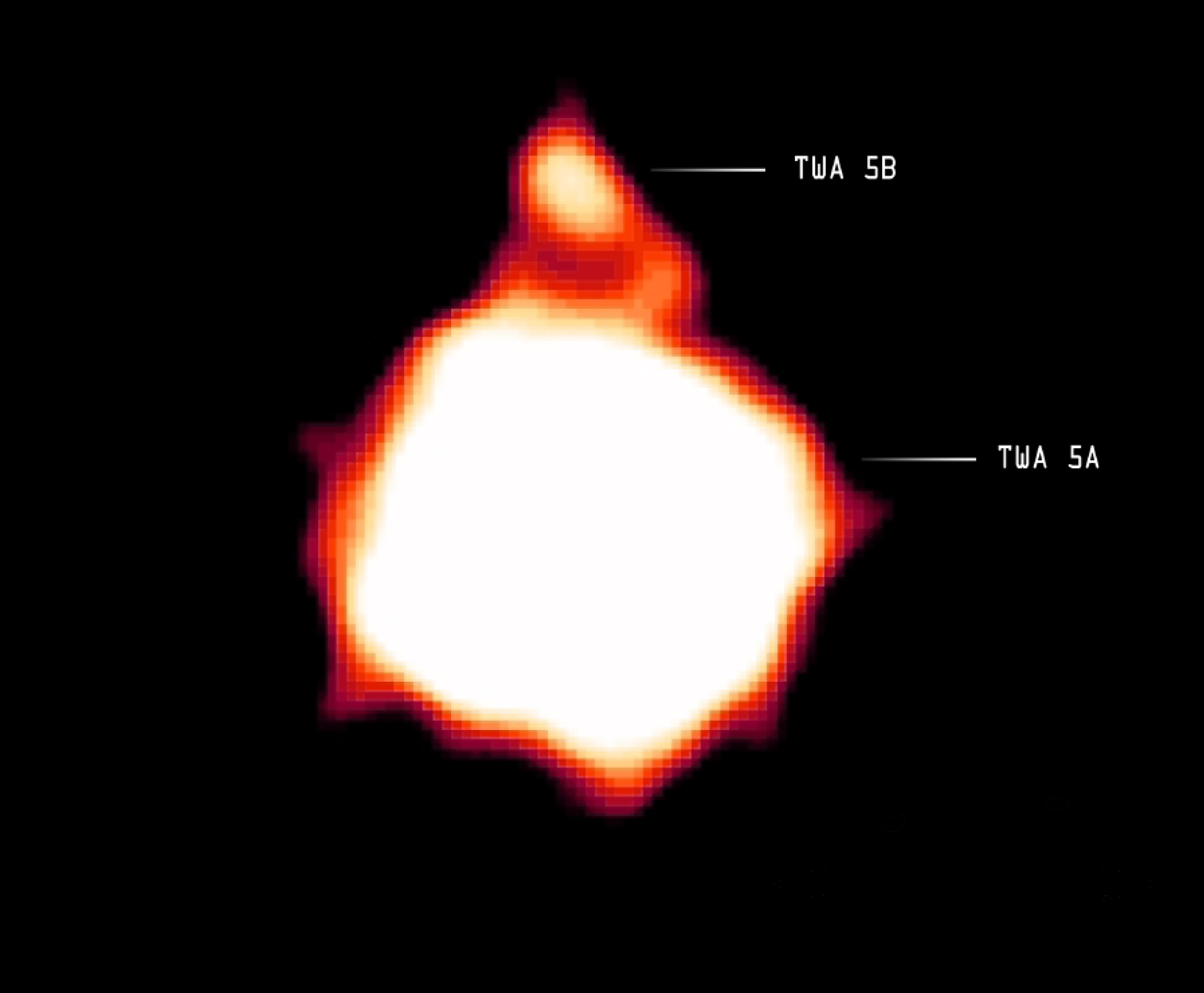
Junge Braune Zwerge sind bei der Beobachtung kaum von den ihnen nahen Sternen zu unterscheiden: Der etwa 12 Millionen Jahre alte Braune Zwerg TWA 5B (oben) auf einer Röntgenaufnahme (Chandra, NASA)

Braune Zwerge weisen eine vergleichbare Elementzusammensetzung auf wie Sterne. In Akkretionsscheiben entstandene Braune Zwerge könnten einen Gesteinskern besitzen, wobei für diesen Entstehungsweg aber bisher keine Belege existieren.
Für sehr leichte Zwergsterne stellt sich im Kern unabhängig von der Masse eine Gleichgewichtstemperatur von etwa 3 Millionen Kelvin ein, bei der die Wasserstofffusionsprozesse sprunghaft einsetzen. Die Konstanz der Temperatur bedeutet annähernd Proportionalität zwischen Masse und Radius, d. h., je geringer die Masse, desto höher die Dichte im Kern. Bei steigender Kerndichte üben die Elektronen einen zusätzlichen Druck gegen die gravitative Kontraktion aus, der durch eine teilweise Entartung der Elektronen aufgrund des Pauli-Prinzips hervorgerufen wird und zu einer geringeren Aufheizung des Kerns führt. Dies führt mit einer Metallizität ähnlich zur Sonne bei weniger als dem 75-Fachen der Jupitermasse dazu, dass die notwendigen Temperaturen zur Wasserstofffusion nicht mehr erreicht werden und ein Brauner Zwerg entsteht. Da weder der Verlauf der Elektronen-Entartung noch die Eigenschaften der leichtesten Sterne in allen Aspekten verstanden sind, variieren ältere Literaturwerte zwischen dem 70-Fachen und 78-Fachen der Jupitermasse, neuere zwischen dem 72-Fachen und dem 75-Fachen.
Die Fusionsprozesse liefern zwar bei jungen Braunen Zwergen einen Beitrag zur Energiebilanz, sie sind jedoch in keiner Entwicklungsphase mit dem Beitrag der Gravitationsenergie vergleichbar. Dies führt dazu, dass Braune Zwerge bereits gegen Ende der Akkretionsphase abzukühlen beginnen, die Fusionsprozesse verlangsamen diesen Prozess nur für etwa 10 bis 50 Millionen Jahre.

### Wärmetransport
Bei Braunen Zwergen und Sternen mit weniger als dem 0,3-Fachen der Sonnenmasse bildet sich keine Schalenstruktur aus wie bei schwereren Sternen. Sie sind vollständig konvektiv, das heißt, es findet ein Materietransport vom Kern bis zur Oberfläche statt, der zu einer vollständigen Durchmischung führt und die Temperaturverteilung im gesamten Inneren bestimmt.
Untersuchungen der Methanzwerge wie z. B. Gliese 229 B legen allerdings die Vermutung nahe, dass bei älteren, kühleren Braunen Zwergen diese Konvektionszone nicht mehr bis zur Oberfläche reicht und sich stattdessen möglicherweise eine den Gasriesen ähnliche Atmosphäre ausbildet.

### Größe

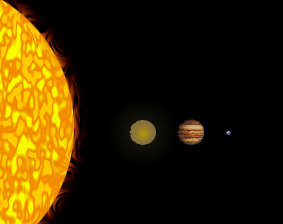
Größenvergleich von Sonne, Braunem Zwerg, Jupiter und Erde (v. l., NASA)

Größen- und Temperaturvergleich von Planeten, Braunen Zwergen und Sternen. Geschätzte relative Größen von Jupiter und den Braunen Zwergen WISE1828, Gliese 229B und Teide 1 im Vergleich zur Sonne und einem Roten Zwerg. (Quelle: MPIA/V. Joergens)

Die Entartung der Elektronen führt bei Braunen Zwergen zu einer Massenabhängigkeit des Radius von
{\displaystyle R\propto {\frac {1}{\sqrt[{3}]{M}}}}.
Diese schwache reziproke Massenabhängigkeit bewirkt einen über den gesamten Massenbereich annähernd konstanten Radius, der in etwa dem Jupiterradius entspricht; dabei sind die leichteren Braunen Zwerge größer als die schwereren.
Erst unterhalb der Massengrenze der Braunen Zwerge verliert die Entartung an Bedeutung, und bei konstanter Dichte stellt sich eine Massenabhängigkeit von {\displaystyle R\propto {\sqrt[{3}]{M}}} ein.

### Spektralklassen
Die für Sterne definierten Spektralklassen sind im engeren Sinne nicht auf Braune Zwerge anwendbar, da es sich bei ihnen nicht um Sterne handelt. Bei Oberflächentemperaturen über 1800 bis 2000 K fallen sie bei der Beobachtung jedoch in den Bereich der L- und M-Sterne, da die optischen Eigenschaften nur von der Temperatur und der Zusammensetzung abhängen. Man wendet die Spektralklassen deshalb auch auf Braune Zwerge an, wobei diese allerdings keine direkte Aussage über die Masse, sondern nur über die Kombination von Masse und Alter liefern.
Ein schwerer junger Brauner Zwerg startet im mittleren M-Bereich bei etwa 2900 K und durchläuft alle späteren M- und L-Typen, leichtere Braune Zwerge starten bereits bei einem späteren Typ. Das untere Ende der Hauptreihe ist nicht genau bekannt, es liegt aber vermutlich zwischen L2 und L4, d. h. bei Temperaturen unter 1800 bis 2000 K. Bei späteren, kühleren Typen handelt es sich mit Sicherheit um Braune Zwerge.

Für die kühleren Braunen Zwerge wie z. B. Gliese 229B mit einer Temperatur von etwa 950 K wurde mit dem T-Typ eine weitere Spektralklasse eingeführt, die mit Temperaturen unter etwa 1450 K nicht mehr auf Sterne anwendbar ist. Da das Spektrum in diesem Temperaturbereich vor allem von starken Methanlinien geprägt ist, nennt man Braune Zwerge vom T-Typ meist Methanzwerge.
Bis 2011 galt 2MASS J04151954-0935066 als kühlster bekannter Brauner Zwerg. Er weist bei einer Temperatur von 600 bis 750 K als T9-Zwerg bereits Abweichungen von den anderen T-Zwergen auf. Vor 2MASS J0415-0935 galt Gliese 570D mit etwa 800 K als kühlster bekannter Brauner Zwerg.
2011 wurde dann für extrem kalte Braune Zwerge die Spektralklasse Y eingeführt. Da sie lediglich Oberflächentemperaturen von 25 bis 170 °C haben, senden sie kein sichtbares Licht, sondern nur Infrarotstrahlung aus und sind nur sehr schwierig zu beobachten. Sie wurden daher lange Zeit nur theoretisch vorhergesagt, ehe 2011 die erste Beobachtung durch das Wise-Observatorium gelang. Einer dieser Y-Zwerge, WISE 1828+2650, besitzt nach den Messungen des Satelliten eine Oberflächentemperatur von 27 °C. Das 2014 gefundene WISE 0855−0714 hat sogar eine Oberflächentemperatur von höchstens −13 °C, wobei aufgrund der geringen Masse (3 bis 10 Jupitermassen) unklar ist, ob es als Brauner Zwerg oder als Objekt planetarer Masse einzustufen ist.

### Rotationsperioden
Alle Braunen Zwerge mit einem Alter von mehr als 10 Millionen bis zu einigen Milliarden Jahren haben Rotationsperioden von weniger als einem Tag und entsprechen in dieser Eigenschaft eher den Gasplaneten als den Sternen.
Während die Rotationsperiode von Roten Zwergen wahrscheinlich aufgrund von magnetischer Aktivität mit dem Alter länger wird, wird dieser Zusammenhang bei Braunen Zwergen nicht beobachtet.

### Veränderlichkeit
Die niedrigen Temperaturen in den Atmosphären von Braunen Zwergen mit einem Spektraltyp von spätem L bis T lässt erwarten, dass es zu Wolkenbildungen kommt. In Kombination mit der Rotation der Braunen Zwerge sollte eine veränderliche Leuchtkraft im nahen Infrarot wie bei Jupiter nachweisbar sein, wobei die Rotationsdauer in der Größenordnung von Stunden liegen dürfte. Im Fall von 2MASS J21392676+0220226 mit einem Spektraltyp T1,5 konnte eine Periode von 7,72 Stunden über mehrere Nächte nachgewiesen werden. Die Veränderlichkeit der Amplitude von Zyklus zu Zyklus unterstützt die Interpretation, dass es sich um eine Folge einer kontrastreichen Wolkenbildung in der Atmosphäre von Braunen Zwergen handelt.
Daneben zeigen Braune Zwerge Schwankungen in der Intensität ihrer Radiostrahlung. Von 2MASS J10475385+2124234 mit einem Spektraltyp von T6.5 sind Flares beobachtet worden in Kombination mit einer sehr geringen Grundintensität. Als Ursache dieser Phänomene wird eine magnetische Aktivität angenommen, die aber nicht durch einen Alpha-Omega-Dynamo angeregt werden kann, da den vollständig konvektiven Braunen Zwergen die notwendige Tachocline-Region fehlt.

## Häufigkeit
Es gibt eine einfache Massenfunktion zur Beschreibung der relativen Anzahl sternähnlicher Objekte bezüglich ihrer Masse, die ursprüngliche Massenfunktion. Diese Massenfunktion sollte sich unverändert in den Bereich der schwereren Braunen Zwerge fortsetzen, da zumindest die Anfangsphase des Sternentstehungsprozesses mit dem Kollabieren einer Gaswolke unabhängig von der Art des entstehenden Objekts ist; d. h., die Wolke kann nicht „wissen“, ob am Ende ein Stern oder ein Brauner Zwerg entsteht.
Diese Massenfunktion wird jedoch im Bereich der leichteren Braunen Zwerge Abweichungen zeigen, da zum einen auch die anderen Entstehungsprozesse einen Beitrag liefern könnten (siehe Abschnitt Entstehung), und zum anderen nicht viel über die Mindestmassen der Objekte bekannt ist, die bei Sternentstehungsprozessen entstehen können.
Eine genaue Bestimmung der Häufigkeit bzw. der Massenfunktion der Braunen Zwerge ist deshalb nicht nur für die Entstehungsprozesse der Braunen Zwerge wichtig, sondern trägt auch zum Verständnis der Sternentstehungsprozesse im Allgemeinen bei.
Seit der Entdeckung von Gliese 229B wurden mehrere hundert Braune Zwerge gefunden, vor allem bei den Sterndurchmusterungen 2MASS (2 Micron All Sky Survey), DENIS (DEep Near Infrared Sky survey) und SDSS (Sloan Digital Sky Survey) sowie bei intensiven Durchmusterungen von offenen Sternhaufen und Sternentstehungsgebieten.
Das im Februar 2017 gestartete Citizen-Science-Projekt Backyard Worlds: Planet 9 der NASA zur Auswertung von Aufnahmen des Weltraumteleskops Wide-Field Infrared Survey Explorer (WISE) erbrachte mit Stand August 2020 die Entdeckung von 95 Braunen Zwergen innerhalb eines Umkreises von 65 Lichtjahren. Dies weise auf die Existenz von bis zu 100 Milliarden Brauner Zwerge in der Milchstraße hin.

### Nachweismethoden
Braune Zwerge haben eine sehr niedrige Leuchtkraft und sind deshalb schwierig zu beobachten, in frühen Entwicklungsstadien sind sie zudem leicht mit Roten Zwergen zu verwechseln. Für den eindeutigen Nachweis Brauner Zwerge bestehen mehrere Möglichkeiten:
Leuchtkraft
In Braunen Zwergen spielen Fusionsprozesse bei der Energiefreisetzung nur eine untergeordnete Rolle, die Leuchtkraft dieser Objekte nimmt deshalb im Laufe ihrer Entwicklung ab. Liegt die gemessene Leuchtkraft unter derjenigen der leichtesten Sterne, die dem 10−4-Fachen der Sonnenleuchtkraft entspricht, dann kann es sich nur um einen Braunen Zwerg handeln.
Die Leuchtkraft ist allerdings nur dann als Kriterium anwendbar, wenn die Entfernung bekannt ist, wie z. B. in Sternhaufen. Diese Methode wurde bei den ersten Anläufen zum Nachweis Brauner Zwerge in den 1980er Jahren angewandt und hat sich als sehr unzuverlässig erwiesen, bei den meisten gefundenen Kandidaten konnte später eine falsche Entfernungsbestimmung nachgewiesen werden.
Temperatur
Der Leuchtkraft L kann über das Stefan-Boltzmann-Gesetz eine effektive Oberflächentemperatur Teff zugeordnet werden mit {\displaystyle T_{\text{eff}}\propto {\sqrt[{4}]{L}}}, die sich jedoch deutlich weniger ändert als die Leuchtkraft; die Temperatur kann jedoch sehr leicht aus dem Spektrum des Objekts bestimmt werden. Ist die gemessene Temperatur signifikant niedriger als die Minimaltemperatur von etwa 1800 K bei Sternen, so kann es sich nur um Braune Zwerge handeln.
Masse
Bei Doppelsystemen mit einem Braunen Zwerg kann man die Masse über die Vermessung der Bewegung um den gemeinsamen Schwerpunkt bestimmen, auch wenn der Braune Zwerg selbst nicht beobachtet werden kann, eine Situation, wie sie ähnlich auch bei Exoplaneten besteht. Die direkte Bestimmung der Masse ist die einzige Möglichkeit, junge Braune Zwerge an der oberen Massegrenze nachzuweisen.
Methan
In der Atmosphäre Brauner Zwerge können sich komplexere Moleküle bilden, vor allem Methan. Da dies in Sternatmosphären nicht möglich ist, kann durch den Nachweis von Methan in den Spektren eindeutig auf einen Braunen Zwerg geschlossen werden. Es handelt sich dann um einen alten und kühlen Braunen Zwerg vom T-Typ.
Lithium
Der Nachweis von neutralem Lithium im Spektrum bietet eine sehr gute Möglichkeit, Braune Zwerge zu identifizieren und ist in einem sehr weiten Bereich anwendbar. Der Lithiumtest wurde 1992 von Rafael Rebolo vorgeschlagen und von Gibor Basri 1996 erstmals angewandt. Bei Massen von mehr als dem 65-Fachen der Jupitermasse wird Lithium-7 in Helium-4 umgesetzt. Durch diesen Prozess ist bei sehr leichten Sternen der Lithiumvorrat nach etwa 50 Millionen Jahren aufgebraucht, bei Braunen Zwergen verlängert sich diese Zeitspanne auf bis zu 250 Millionen Jahre. Da leichte Sterne genau wie Braune Zwerge vollständig konvektiv sind, nimmt die Lithiumhäufigkeit im Gegensatz zu schwereren Sternen wie z. B. der Sonne nicht nur im Fusionsbereich des Kerns ab, sondern kann direkt an der Oberfläche beobachtet werden.
Der Lithiumnachweis allein liefert kein eindeutiges Ergebnis, zum einen ist Lithium auch in sehr jungen Sternen nachweisbar, zum anderen ist bei älteren Braunen Zwergen mit Massen von mehr als dem 65-Fachen der Jupitermasse kein Lithium mehr nachweisbar.
Kann man jedoch in einem sternähnlichen Objekt mit einer Temperatur von weniger als 2800 K ausgeprägte Lithium-7-Linien nachweisen, so handelt es sich eindeutig um einen Braunen Zwerg. Die Linien des neutralen Lithiums liegen zudem im roten Spektralbereich und sind deshalb auch mit irdischen Teleskopen gut zu untersuchen. Durch die gute Nachweisbarkeit hat sich diese Methode als Standard zum Nachweis Brauner Zwerge etabliert.

### Verteilung

#### Sternhaufen
Viele Braune Zwerge wurden bereits in jungen Sternhaufen wie z. B. den Plejaden nachgewiesen, aber bisher wurde noch kein Haufen komplett durchsucht. Zudem sind in diesen Bereichen viele weitere Kandidaten bekannt, deren Zugehörigkeit zu den Braunen Zwergen bzw. dem Sternhaufen selbst noch nicht geklärt ist. Erste Analysen lassen sich im Rahmen der Fehlerabschätzung mit der stellaren Massenfunktion vereinbaren, jedoch gibt es teilweise starke Abweichungen. Es ist noch zu früh, um daraus eindeutig auf eine veränderte Massenfunktion im Bereich der Braunen Zwerge zu schließen.

#### Sternentstehungsgebiete
In Sternentstehungsgebieten gestaltet sich der Nachweis Brauner Zwerge sehr schwierig, da sie sich aufgrund ihres geringen Alters und der damit verbundenen hohen Temperatur nur wenig von leichten Sternen unterscheiden. Ein weiteres Problem in diesen Regionen ist der hohe Staubanteil, der durch hohe Extinktionsraten die Beobachtung erschwert. Die hier angewendeten Methoden sind stark modellabhängig, deshalb sind erst sehr wenige Kandidaten zweifelsfrei als Braune Zwerge bestätigt. Die bisher abgeleiteten Massenfunktionen weichen zum großen Teil sehr stark von der stellaren Massenfunktion ab, sind jedoch noch mit hohen Fehlern behaftet.

#### Doppelsysteme
Bei Systemen mit Braunen Zwergen bietet sich nach ersten Ergebnissen der Sterndurchmusterungen folgendes Bild:
- Bei vollständigen Durchmusterungen der F- bis M0-Sterne in der Sonnenumgebung wurden nur einige Braune Zwerge in engen Doppelsystemen mit einem Abstand von weniger als drei Astronomischen Einheiten (AE) untereinander gefunden, während diese Abstände bei 13 Prozent aller Doppelsternsysteme auftreten; diese Beobachtung wird in der Literatur meist als Brown Dwarf Desert beschrieben.[23] Bei sehr weiten Abständen über 1000 AE scheint allerdings kein Unterschied zwischen stellaren Begleitern und Braunen Zwergen zu bestehen, diese Folgerung beruht jedoch auf einer Hochrechnung sehr weniger Beobachtungen und ist deshalb noch sehr unsicher.
- Etwa 20 Prozent der L-Zwerge, bei denen es sich vermutlich zum großen Teil um Braune Zwerge handelt, haben einen weiteren Braunen Zwerg als Begleiter, es wurden jedoch keine Doppelsysteme mit einem Abstand von mehr als 20 AE gefunden.

Obwohl die Zahlenwerte der Ergebnisse noch sehr unsicher sind, gilt ein grundlegender Unterschied zwischen den beiden Systemen F-M0-Stern / Brauner Zwerg und L-Zwerg / Brauner Zwerg als sicher. Die Ursachen liegen vermutlich im Entstehungsprozess der Braunen Zwerge, vor allem die Anhänger der „verstoßenen Sternembryos“, d. h. der Entstehung in einem Mehrfachsystem und dem Hinauskatapultieren in einer frühen Entwicklungsphase, betrachten diese Verteilungen als natürliche Konsequenz dieser Theorie.

#### Isolierte Braune Zwerge
Die 2MASS- und DENIS-Durchmusterungen haben bereits Hunderte Brauner Zwerge gefunden, obwohl die Durchmusterungen noch nicht abgeschlossen sind. Erste Analysen deuten darauf hin, dass sich die stellare Massenfunktion sehr weit in den Bereich der Braunen Zwerge fortsetzt. Der Entstehungsprozess der Braunen Zwerge, mit Ausnahme der sehr leichten, scheint also sehr eng mit den Sternentstehungsprozessen zusammenzuhängen, die deshalb vermutlich auch die Population der Braunen Zwerge erklären.

## Altersbestimmung junger Sternhaufen
Der Lithiumtest liefert für Sternhaufen als „Nebeneffekt“ eine Massengrenze, bis zu der Lithium nachgewiesen werden kann und die Lithium Depletion Boundary genannt wird. Mit dieser Masse kann man das Alter des Haufens bestimmen. Diese Methode funktioniert jedoch nur, wenn der Haufen jünger als etwa 250 Millionen Jahre ist, da die Massengrenze sonst konstant beim 65-Fachen der Jupitermasse liegt.
Auf diese Weise hat man 1999 das Alter der Plejaden um mehr als 50 Prozent auf etwa 125 Millionen Jahre nach oben korrigiert. Vergleichbare Korrekturen erfolgten danach für weitere Sternhaufen, u. a. für die α-Persei-Gruppe und IC 2391. Obwohl Braune Zwerge in größeren Entfernungen nur schwierig nachweisbar sein werden und der Lithiumtest nur bei sehr jungen Haufen zur Altersbestimmung angewendet werden kann, ermöglicht diese Methode trotzdem eine sehr gute Kalibrierung anderer Datierungsmethoden.

## Geschichte
Shiv Kumar stellte 1963 erstmals Überlegungen an, dass beim Entstehungsprozess der Sterne auch Objekte entstehen könnten, die aufgrund ihrer niedrigen Masse nicht die zur Wasserstofffusion erforderliche Temperatur erreichen, der Name Brauner Zwerg wurde jedoch erst 1975 von Jill Tarter vorgeschlagen. Der Name ist zwar im eigentlichen Sinne nicht richtig, da auch Braune Zwerge rot erscheinen, aber der Begriff Roter Zwerg war schon für die leichtesten Sterne vergeben.
In den 1980er Jahren wurden verschiedene Anläufe unternommen, diese hypothetischen Körper zu finden, aber erst 1995 wurde mit Gliese 229 B der erste Braune Zwerg zweifelsfrei nachgewiesen. Entscheidend hierfür waren zum einen deutliche Fortschritte in der Empfindlichkeit der Teleskope, zum anderen wurden auch die theoretischen Modelle verbessert, die eine bessere Unterscheidung von schwach leuchtenden Sternen ermöglichten. Innerhalb weniger Jahre wurden mehrere hundert Braune Zwerge nachgewiesen, die Anzahl weiterer möglicher Kandidaten liegt ebenfalls in dieser Größenordnung.
Die beiden sonnennächsten Braunen Zwerge bilden das Doppelsystem Luhman 16 in 6,6 Lichtjahren Entfernung (Stand 2017).
Die Untersuchung der Braunen Zwerge steht noch am Anfang, hat aber, vergleichbar der Öffnung neuer Beobachtungsfenster oder der Entdeckung anderer neuer Effekte, bereits heute viel zu unserem Wissen und Verständnis des Universums beigetragen.